# Brenha
Brenha est une ancienne paroisse civile portugaise (en portugais : freguesia) de la municipalité de Figueira da Foz dans le district et la région de Coimbra.
Dans le cadre de la réforme territoriale de 2012-2013, Brenha est divisée entre les paroisses voisines d'Alhadas et de Quiaios. Contrairement à d'autres municipalités portugaises, aucune union de paroisses (en portugais : união de freguesias) n'est créée à Figueira da Foz et le nom de Brenha disparaît administrativement. Depuis, des initiatives pour la restauration de la paroisse de Brenha sont menées par la population.